# Епархия Амьена
Епархия Амьена (лат. Dioecesis Ambianensis, фр. Diocèse d'Amiens) — епархия в составе митрополии Реймса Римско-католической церкви во Франции. В настоящее время кафедра епархии вакантна. Почётные епископы — Жери-Жак-Шарль Лейе, Франсуа-Жак Буссини, Жак-Муас-Эжен Нуаер.
Клир епархии включает 107 священников (100 епархиальных и 7 монашествующих священников), 11 диаконов, 36 монахов, 201 монахинь.
Адрес епархии: Parc de Beauville, Bat. G. 1, 80044 Amiens CEDEX 1, France.

## Территория
В юрисдикцию епархии входит 49 приход в департаменте Сомма во Франции.
Кафедра епископа находится в городе Амьен в церкви Нотр Дам де Амьен.

## История
Кафедра Амьена была основана в конце III века. По преданию, основателем и первым епископом епархии Амьена был святой Фермен, проповедовавший Евангелие на севере Галлии.
Во время правления императора Константина на могиле святого Фермена на холме Абладен (ныне район Сен-Ашель) был построен первый собор в Амьене.
Следующая волна евангелизации после падения Западной Римской империи началась в VII веке. Миссионерами были основаны аббатства Сен-Валери, Сен-Рикье, Фармутье и Корбье. В XI и XII веках в епархии появились новые известные монастыри, такие как Валуар, Гард и Бертекур.
В период Контрреформации в Амьене вели активную деятельность иезуиты, которые в 1604 году открыли в городе школу, а в 1624 году основали епархиальную семинарию.
Во время Великой Французской революции епископ Луи-Шарль де Машоль был вынужден оставить кафедру и бежать в Турне. Только после конкордата 1801 года в епархии установился мир. 29 ноября 1801 года в состав епархии Амьена вошла территория упразднённой епархии Бове, но уже 6 октября 1822 года епархия Бове была восстановлена на прежней территории. С 1801 по 1822 год епархия Амьена входила в состав церковной провинции Парижа, а затем была возвращена в состав митрополии Реймса.

## Ординарии епархии
- святой Фирмин I (конец III века)
- святой Евлогий (325—357)
- святой Фирмин II Исповедник (IV век)
- Леодард (V век)
- Авден (450—484)
- Эдибий (484—524)
- Беат (524—554)
- святой Гонорат (554—600)
- святой Сальвий (600—615)
- святой Берхунд (615—644)
- Бертефрид (644—670)
- Теодефрид (670—681)
- Деодат (VII век)
- Дадо (VIII век)
- Урсиниан (692—697)
- Доминик (VIII век)
- Кристиан (723—740)
- Раимберт (740—767)
- Витульф (767—777)
- Георгий (777—780)
- Иессей (800—836)
- Рагенарий (831—848)
- Хильмерад (849—872)
- Герольд (872—891)
- Отгарий (892—928)
- Дерольд (929—947)
- Тибо I (947—949)
- Рагембальд (949—972)
- Тибо II (972—975)
- Альманн (975—980)
- Готесманн (980—991)
- Фульк I (991—1030)
- Фульк II (1030—1058)
- Ги де Понтьё (1058—1073)
- Фульк III (1076)
- Рауль (1078—1081)
- Рорик (1081—1090)
- Жервен (1091—1102)
- святой Жоффруа I (1104 — 08.11.1115)
- Энгерран де Бове (1115 — 09.11.1127)
- Герен де Шатильон-Сен-Поль (1127—1144)
- Тьерри (1144—1164)
- Робер I де Камера (1164—1169)
- Тибо III д'Эйи (1169 — 30.04.1204)
- Ришар де Жерберуа (02.05.1205 — 14.05.1210)
- Эврар де Фуйуа (1211—1222)
- Жоффруа II д'Э (1222 — 25.11.1236)
- Арнуль де ла Пьер (1236—1247)
- Жерар де Конши (1247—1257)
- Алом де Нёйи (1258—1259)
- Бернар I д'Aббевиль (1259—1278)
- Гильом де Макон (1278 — 04.05.1308)
- Робер II де Фуйуа (1308 — 20.03.1321)
- Симон де Гукан (18.05.1321 — 03.12.1325)
- Жан I де Шершемон (18.02.1326 — 26.01.1373)
- Жан II де Ла Гранж (07.02.1373 — 20.12.1375), бенедиктинец
- Жан III Роллан (03.01.1376 — 17.12.1388)
- Жан IV де Буасси (29.03.1389 — 04.09.1410)
- Бернар II де Шевенон (20.03.1411 — 29.03.1413), назначен епископом Бове
- Филибер де Сольс (14.08.1413 — 10.05.1424), назначен епископом Кутанса
- Жан V д'Аркур (10.05.1424 — 04.03.1433), назначен архиепископом Реймса
- Жан VI Ле Жён (26.04.1433 — 24.10.1436), назначен епископом Теруанна
- Франческо Кондульмер (05.11.1436 — 27.03.1437), апостольский администратор
- Жан VII Авантаж (27.03.1437 — 26.11.1456)
- Ферри де Бовуар (14.01.1457 — 28.02.1473)
- Жан VIII де Гокур (05.07.1473 — 03.05.1476)
- Луи де Гокур (09.09.1476 — 1482)
- Пьер I Версe (07.10.1482 — 10.02.1501)
- Филипп де Клев (14.06.1501 — 09.08.1503), апостольский администратор; назначен епископом Отена
- Франсуа II де Алвен (09.08.1503 — 18.06.1538)
- Шарль Эмар де Денонвиль (09.12.1538 — 23.08.1540)
- Клод де Лонгви де Живри (24.09.1540 — 12.02.1546), апостольский администратор
- Франсуа III де Пислё (12.09.1546 — 1552)
- Никола де Пеллеве (24.08.1552 — 16.12.1562), назначен архиепископом Санса
- Антуан де Креки Канапль (14.07.1564 — 20.06.1574)
- Жоффруа III де Ла Мартони (26.10.1576 — 17.12.1617)
- Франсуа IV Лефевр де Комартен (17.12.1617 — 27.11.1652)
- Франсуа V Фор (23.03.1654 — 11.05.1687)
- Анри Федо де Бру (24.03.1692 — 14.06.1706)
- Пьер II де Сабатье (11.04.1707 — 20.01.1733)
- Луи-Франсуа-Габриэль д'Oрлеан де Ла Мотт (20.03.1734 — 10.07.1774)
- Луи-Шарль де Машо д'Aрнувиль (10.07.1774 — 06.11.1801)
  - Элеонор-Мари Дебуа де Рошфор (1791—1801), антиепископ
- Жан-Кризостом де Вильяре (09.04.1802 — 17.12.1804), назначен епископом Казале Моферрато
- Жан-Франсуа де Мандоль (17.12.1804 — 14.08.1817)
- Марк-Мари де Бомбель (1817 — 05.03.1822)
- Жан-Пьер де Гальен де Шабон (27.03.1822 — 09.11.1837)
- Жан-Мари Мьолан (22.11.1837 — 07.12.1849), назначен епископом-коадъютором Тулузы
- Луи-Антуан де Салини (07.02.1849 — 12.02.1856), назначен архиепископом Оша
- Жак-Антуан-Клод-Мари Будине (07.04.1856 — 01.04.1873)
- Луи-Дезире-Сезар Батай (19.06.1873 — 09.06.1879)
- Эме-Виктор-Франсуа Гильбер (02.09.1879 — 05.06.1883), назначен архиепископом Бордо
- Пьер Анри Ламазу (03.07.1883 — 10.07.1883)
- Жан-Батист-Мари-Симон Жакене (10.11.1883 — 01.03.1892)
- Рене-Франсуа Рену (26.11.1892 — 30.05.1896), назначен архиепископом Тура
- Жан-Мари-Леон Дизьен (30.05.1896 — 27.03.1915)
- Пьер-Флоран-Андре дю Буа де Ла Вильерабль (01.06.1915 — 16.12.1920), назначен архиепископом Руана
- Шарль-Альбер-Жозеф Леконт (10.03.1921 — 17.08.1934)
- Люсьен-Луи-Клод Мартен (29.05.1935 — 26.12.1945)
- Альбер-Поль Друлер (17.02.1947 — 03.06.1950)
- Рене-Луи-Мари Стурм (19.01.1951 — 27.10.1962), назначен архиепископом Санса
- Жери-Жак-Шарль Лёлье (14.02.1963 — 15.01.1985)
- Франсуа VI Жак Бюссини (28.12.1985 — 06.03.1987)
- Жак-Моиз-Эжен Нуайе (31.10.1987 — 10.03.2003)
- Жан-Люк-Мари-Морис-Луи Буйере (10.03.2003 — 10.10.2013), назначен архиепископом Безансона
  - Sede Vacante
- Оливье Клод Филипп Мари Леборнь (с 20.02.2014)

## Статистика
На конец 2006 года из 558 000 человек, проживавших на территории епархии, католиками являлись 491 000 человек, что соответствует 88 % от общего числа населения епархии.
| год  | население | население | население | священники | священники        | священники         | священники                           | постоянные диаконы | монахи  | монахи  | приходы |
| год  | католики  | всего     | %         | всего      | белое духовенство | черное духовенство | число католиков на одного священника | постоянные диаконы | мужчины | женщины | приходы |
| ---- | --------- | --------- | --------- | ---------- | ----------------- | ------------------ | ------------------------------------ | ------------------ | ------- | ------- | ------- |
| 1955 | 415.000   | 464.150   | 89,4      | 493        | 432               | 61                 | 841                                  |                    | 49      | 900     | 669     |
| 1970 | 470.000   | 512.113   | 91,8      | 387        | 324               | 63                 | 1.214                                |                    | 72      | 524     | 835     |
| 1980 | 501.000   | 553.101   | 90,6      | 285        | 253               | 32                 | 1.757                                | 1                  | 56      | 442     | 836     |
| 1990 | 492.000   | 548.000   | 89,8      | 209        | 178               | 31                 | 2.354                                | 2                  | 53      | 351     | 98      |
| 1999 | 482.000   | 547.825   | 88,0      | 146        | 130               | 16                 | 3.301                                | 6                  | 57      | 260     | 54      |
| 2000 | 489.000   | 556.100   | 87,9      | 142        | 129               | 13                 | 3.443                                | 7                  | 50      | 253     | 51      |
| 2001 | 489.000   | 556.100   | 87,9      | 30         | 18                | 12                 | 16.300                               | 7                  | 48      | 232     | 52      |
| 2002 | 489.000   | 556.100   | 87,9      | 128        | 115               | 13                 | 3.820                                | 6                  | 43      | 238     | 54      |
| 2003 | 489.000   | 556.100   | 87,9      | 118        | 107               | 11                 | 4.144                                | 8                  | 41      | 232     | 49      |
| 2004 | 489.000   | 556.100   | 87,9      | 117        | 106               | 11                 | 4.179                                | 9                  | 40      | 211     | 49      |
| 2006 | 491.000   | 558.000   | 88,0      | 107        | 100               | 7                  | 4.588                                | 11                 | 36      | 201     | 49      |